# 奥斯瓦尔多·阿拉尼亚
奥斯瓦尔多·阿拉尼亚（葡萄牙語發音：[ozˈvawdu a.ˈɾɐ̃.ɲɐ]，1894年2月15日—1960年1月27日），是一位巴西政治家、外交官和律师，他于1930年代长期活跃在热图利奥·瓦加斯总统的政府中。

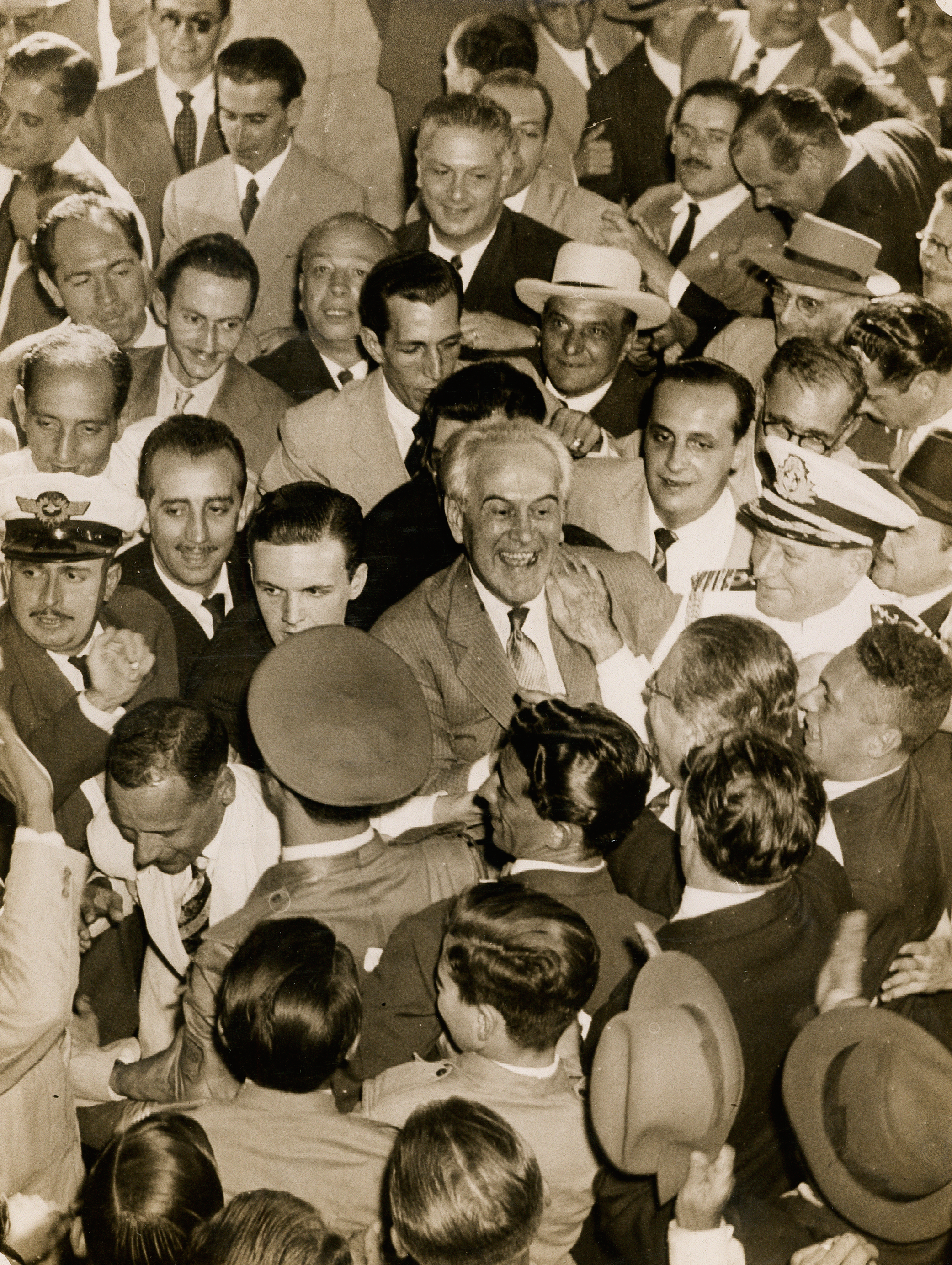
1947年，奥斯瓦尔多·阿拉尼亚由美国抵达里约热内卢。

二战结束后，他作为巴西驻联合国代表团团长及联合国大会主席在大会上极力推动以色列建国，因此在国际政治中享有盛誉。阿拉尼亚于1947年在联合国大会第181号决议进行表决时，他以联大主席的权限将表决推迟了三天以确保其顺利通过。由于他在巴勒斯坦问题上做出的贡献，他于1948年被提名为诺贝尔和平奖候选人。